# Afrogarypus subimpressus
Afrogarypus subimpressus är en spindeldjursart som först beskrevs av Beier 1955.  Afrogarypus subimpressus ingår i släktet Afrogarypus och familjen Geogarypidae. Inga underarter finns listade i Catalogue of Life.